# Kanton Londinières
Kanton Londinières (fr. Canton de Londinières) je francouzský kanton v departementu Seine-Maritime v regionu Horní Normandie. Skládá se ze 16 obcí.

## Obce kantonu
- Bailleul-Neuville
- Baillolet
- Bures-en-Bray
- Clais
- Croixdalle
- Fréauville
- Fresnoy-Folny
- Grandcourt
- Londinières
- Osmoy-Saint-Valery
- Preuseville
- Puisenval
- Sainte-Agathe-d'Aliermont
- Saint-Pierre-des-Jonquières
- Smermesnil
- Wanchy-Capval